# ريغي (كولم)
ريغي (بالإنجليزية: Rigi)‏ هو أحد جبال سلسلة جبال الألب غلاروس ويقع في كانتون شفيتس في سويسرا. يحتل المرتبة رقم 399 في قائمة جبال سويسرا من حيث الارتفاع، إذ يبلغ ارتفاعه حوالي 1798 متر، بينما يبلغ ارتفاع نتوء الجبل 1290 متر.

## معرض صور

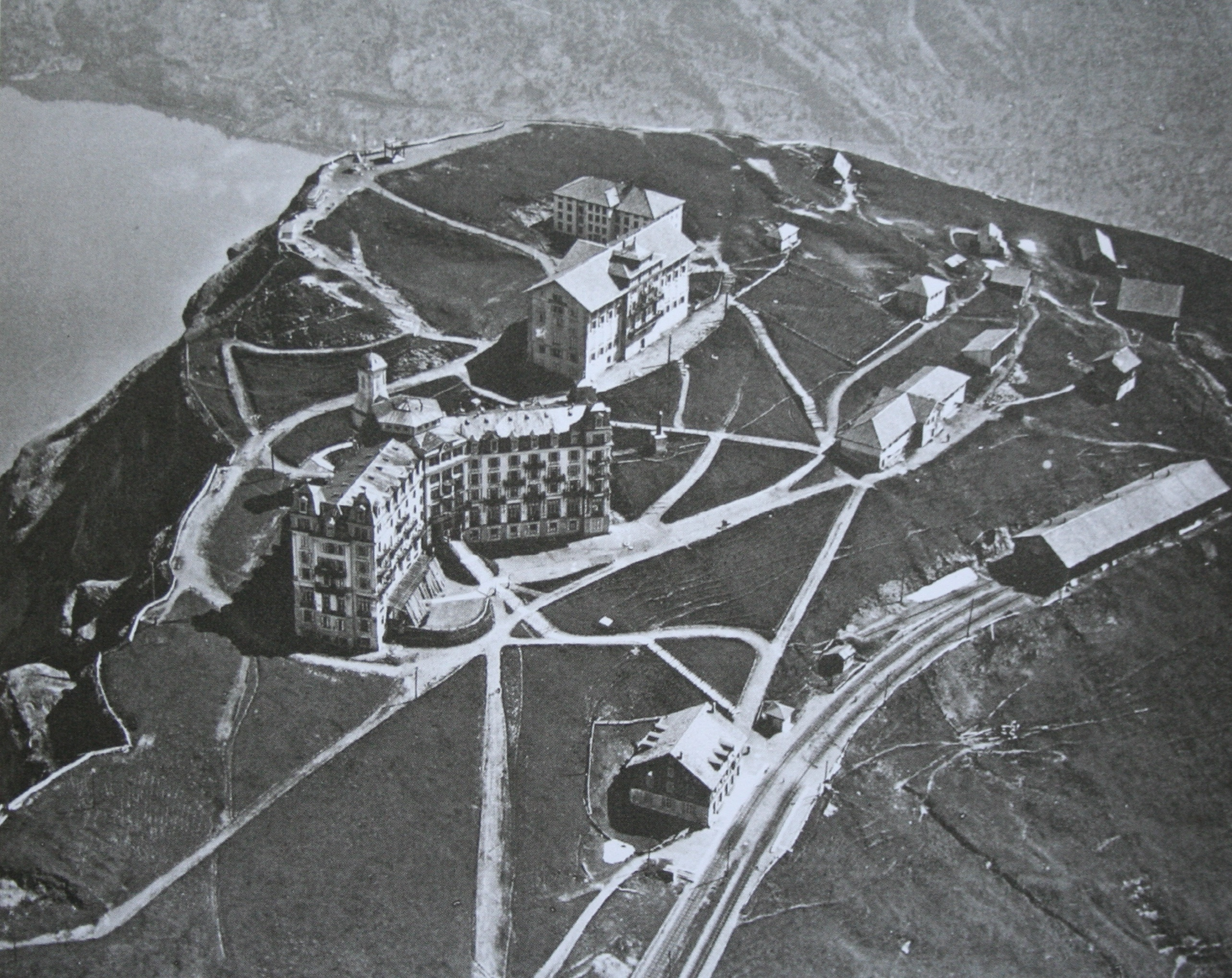
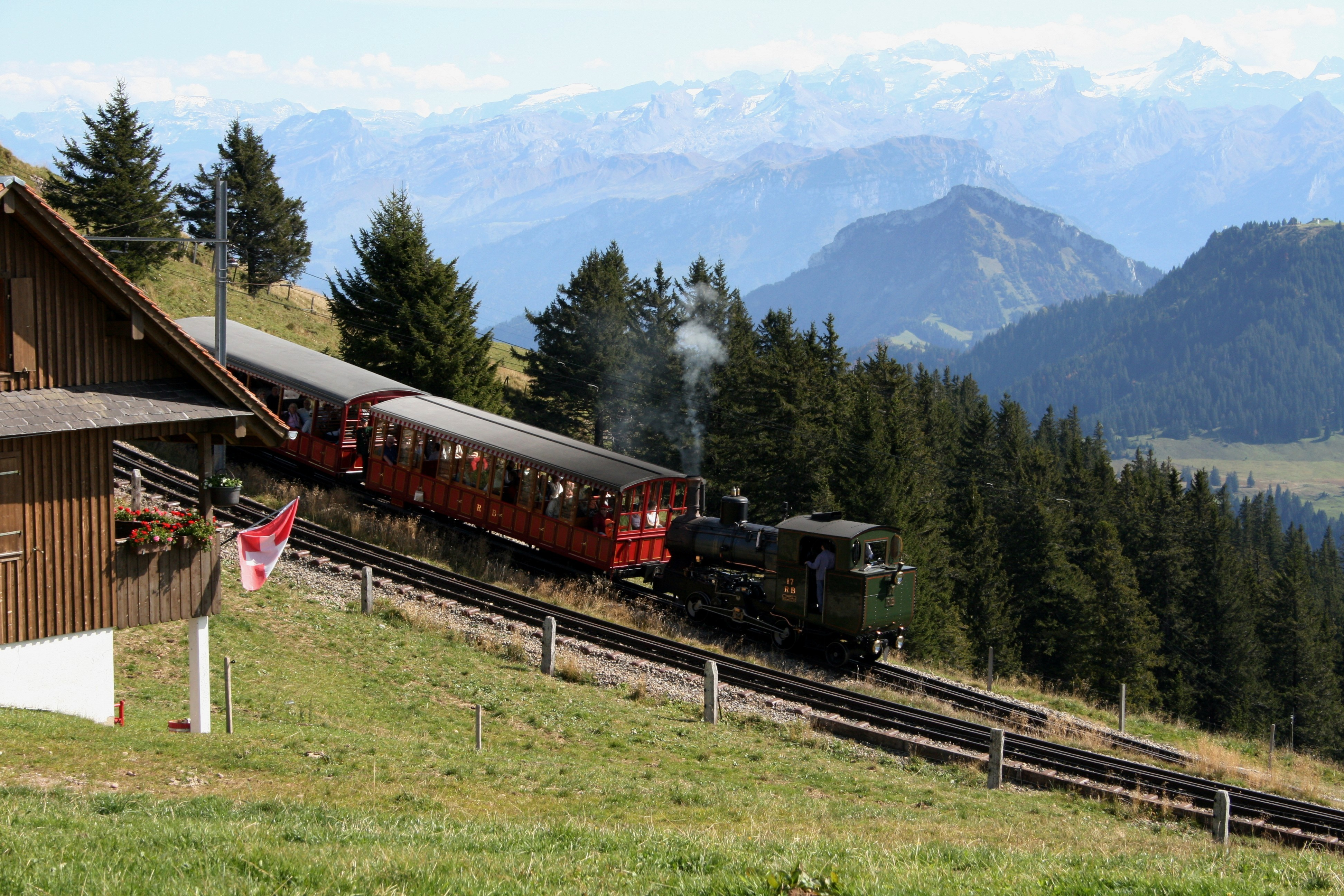
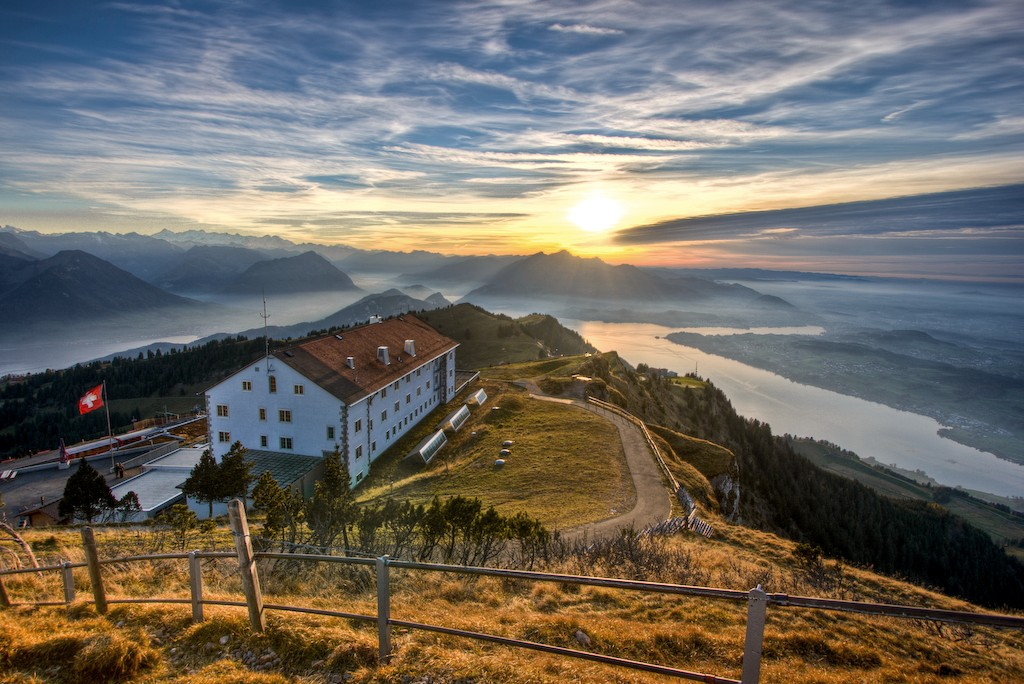
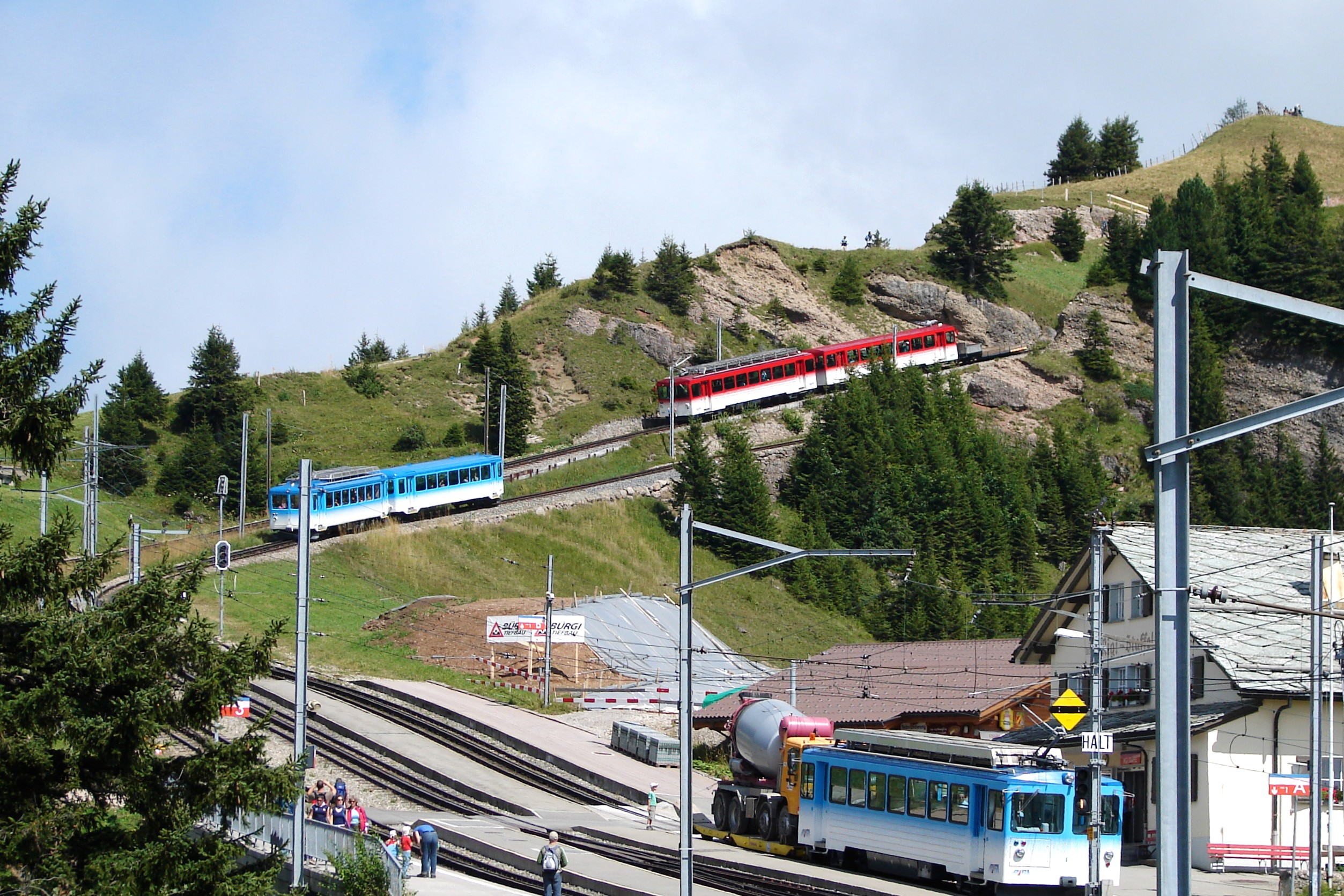
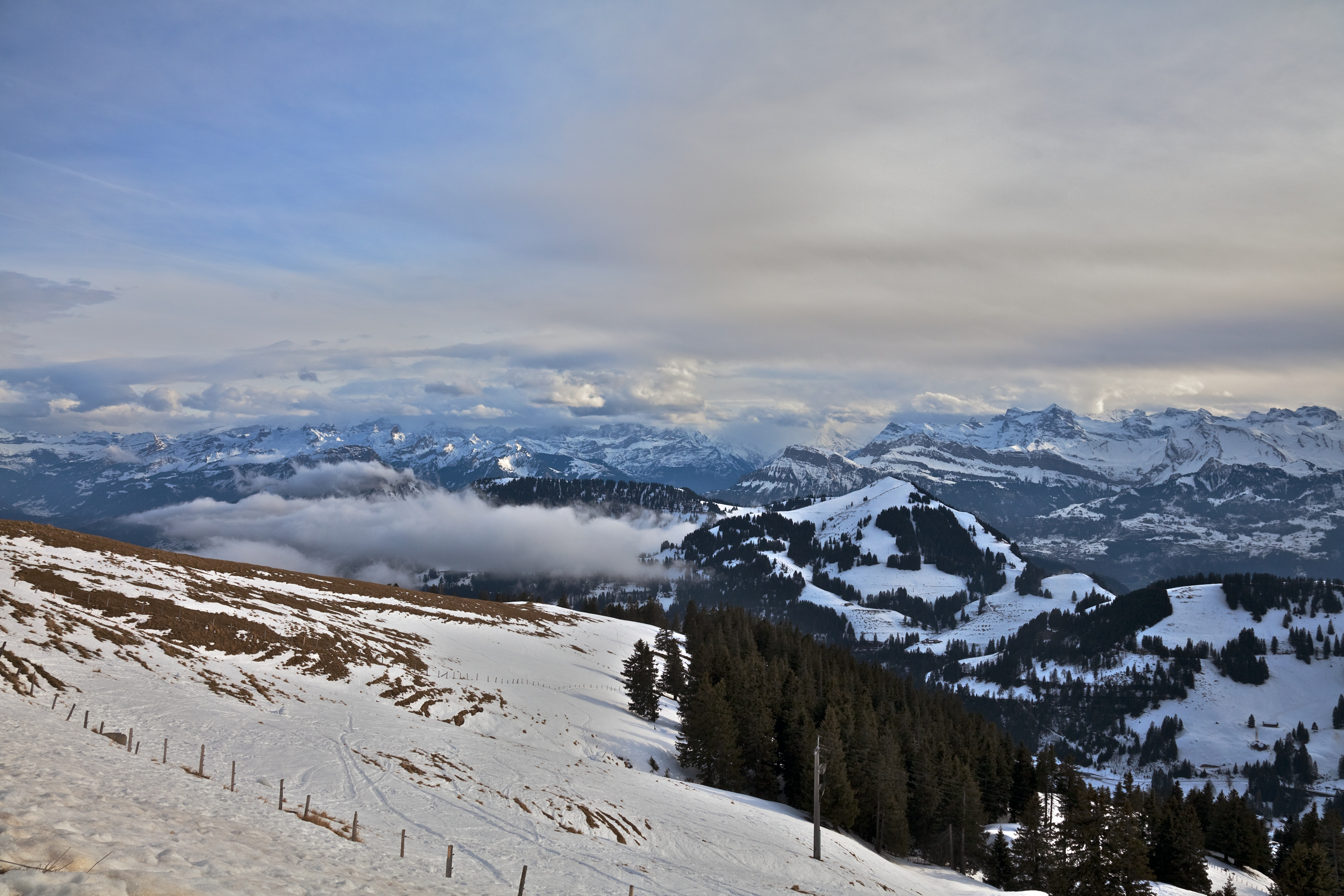
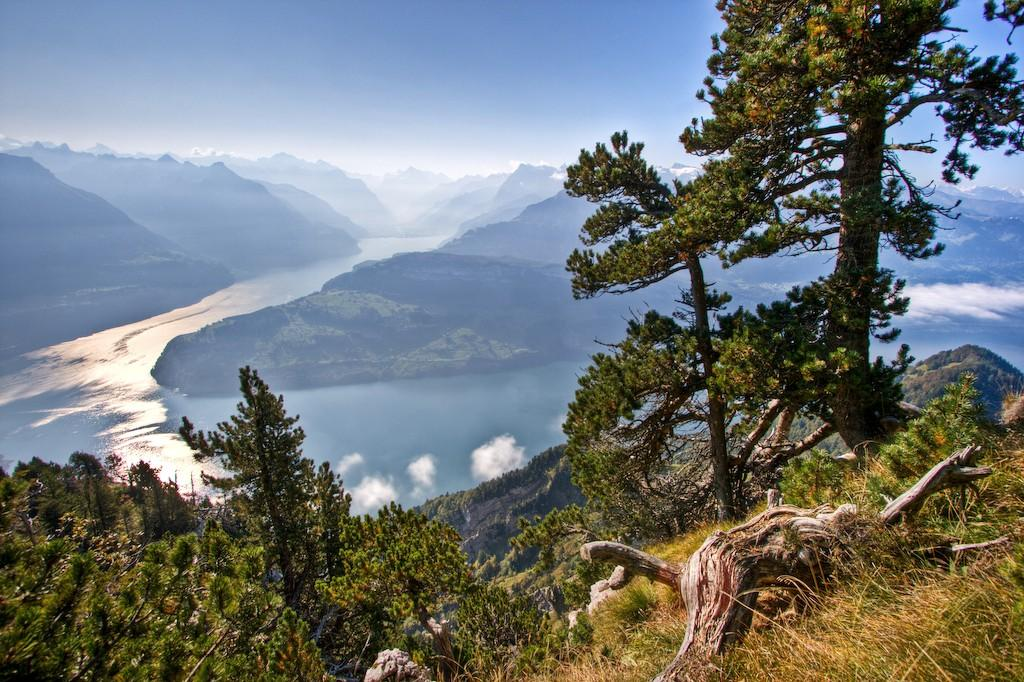